# Centrum Doradztwa i Edukacji w Rolnictwie
Centrum Doradztwa i Edukacji w Rolnictwie – jednostka organizacyjna Ministerstwa Rolnictwa powołana w celu adaptowania i wdrożenie do produkcji rolniczej zakończonych wyników prac naukowo-badawczych, oraz udzielenie merytorycznego wsparcia szkolnej oświaty rolniczej.
Centrum Doradztwa i Edukacji w Rolnictwie funkcjonowało w latach 1991–1998. Pierwszym dyrektorem Centrum była Maria Majewska.

## Powstanie
Zarządzeniem z 1991 r. Ministra Rolnictwa i Gospodarki Żywnościowej powołano Centrum Doradztwa i Edukacji w Rolnictwie, które powstało w miejsce Centralnego Ośrodka Oświaty i Postępu w Rolnictwie.
Głównym powodem powstania Centrum było powierzenie resortowi rolnictwa całości zagadnień dotyczących szkolnej oświaty rolniczej.
Centrum stało się samodzielną państwową jednostką organizacyjną, bez osobowości prawnej. Było finansowane w oparciu o zasady określone przez przepisy prawa budżetowego, co oznaczało, że miało możliwość prowadzenia własnej działalności gospodarczej w formie gospodarki pozabudżetowej.
Dyrektora Centrum Doradztwa i Edukacji w Rolnictwie powoływał i odwoływał Minister Rolnictwa i Gospodarki Żywnościowej.

## Zadania centrum
Zadania Centrum Doradztwa i Edukacji w Rolnictwie obejmowały:
- programowanie, wdrażanie i upowszechnianie zmian w systemie oświaty oraz doradztwa rolniczego;
- organizację doskonalenia kadr w rolnictwie i gospodarce żywnościowej oraz kadr pedagogicznych oświaty rolniczej;
- opracowywanie i opiniowanie programów kształcenia, podręczników, metod i środków dydaktycznych dla szkół rolniczych i przemysłu spożywczego, a także pozaszkolnych form oświaty rolniczej oraz doradztwa;
- badanie i ocenę efektywności procesu kształcenia w szkolnych i pozaszkolnych formach oświaty rolniczej, prace nad doskonaleniem struktury szkolnictwa, infrastruktury materialno-dydaktycznej szkół i pozaszkolnych form oświaty rolniczej oraz doradztwa;
- programowanie i organizowanie doskonalenia zawodowego kadr pedagogicznych, doradców i kadr specjalistycznych w instytucjach i organizacjach rolniczych.

## Zadania centrum według regulacji z 1995 r.
Zgodnie z zarządzeniem Ministra Rolnictwa i Gospodarki Żywnościowej z 1995 r. poszerzono zadanie statutowe Centrum o nowe zadania. W zakres działalności Centrum Doradztwa i Edukacji w Rolnictwie wchodziło:
- wykorzystywanie zagranicznych doświadczeń w przekształcaniu i doskonaleniu polskich systemów oświaty pozaszkolnej i doradztwa;
- opracowywanie analiz, syntez, ocen i ekspertyz w zakresie doradztwa na potrzeby Ministerstwa Rolnictwa;
- tworzenie systemu informacji o oświacie pozaszkolnej, doradztwie i postępie w rolnictwie.

## Rada Programowo-Konsultacyjna
Organem doradczym i opiniodawczym dyrektora Centrum Doradztwa i Edukacji w Rolnictwie była Rada Programowo-Konsultacyjna.
Głównymi zadaniami Rady Programowo-Konsultacyjnej były:
- wskazywanie priorytetowych kierunków działania Centrum;
- zgłaszanie propozycji do planów Centrum;
- opiniowanie planów działalności Centrum;
- ocena realizacji zadań Centrum.

Rada składała się z 15 członków i w jej skład wchodzili:
- przedstawiciele szkół rolniczych i nadzoru pedagogicznego;
- przedstawiciel ośrodków doradztwa rolniczego;
- przedstawiciel Społecznej Rady Doradztwa Rolniczego;
- przedstawiciel nauki.

## Przekształcenie w Krajowe Centrum Doradztwa Rozwoju Rolnictwa i Obszarów Wiejskich
Zarządzeniem Ministra Rolnictwa i Gospodarki Żywnościowej z 1998 r. w miejsce Centrum Doradztwa i Edukacji w Rolnictwie utworzono Krajowego Centrum Doradztwa Rozwoju Rolnictwa i Obszarów Wiejskich.